# Préfecture de Nagchu
Pour les articles homonymes, voir Nagchu (homonymie).
La préfecture de Nagchu ou Nagqu (chinois : 那曲地区 ; pinyin : nàqū dìqū ; tibétain : ནག་ཆུ་ས་ཁུལ་, Wylie : nag-chu sa-khul) est une subdivision administrative de la région autonome du Tibet en Chine. Son centre administratif est situé dans le district de Nagchu.

## Climat
Le climat est de type montagnard. Les températures moyennes pour la ville de Nagchu vont d'environ −12 °C pour le mois le plus froid à +10 °C pour le mois le plus chaud, avec une moyenne annuelle de −1,1 °C, et la pluviométrie y est de 428 mm.

## Démographie
La population de la préfecture était estimée à 380 000 habitants en 2004, soit une densité de 0,84 hab./km2.

## Culture

### Cuisine
La cuisine du Nagchu est classée dans la cuisine qiang (ou chiang) commune au Nagchu et au Ngari.

## Géographie
La préfecture comporte au nord-est, à la frontière avec la ville-district de Golmud, dans la province du Qinghai, la chaîne de montagne des Monts Tanggula, dans les glaciers desquels la rivière Salouen prend sa source.

### Subdivisions administratives

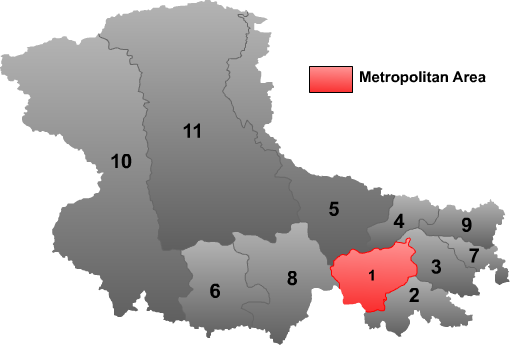
Les districts de la préfecture de Nagchu, en rouge le district de Seni, centre administratif

La préfecture de Nagchu exerce sa juridiction sur un district urbain et dix xian :
| Numéro sur carte | Nom               | Tibétain    | Wylie               | Chinois | Pinyin        |
| ---------------- | ----------------- | ----------- | ------------------- | ------- | ------------- |
| 1                | District de Seni  | གསེར་རྙེད་ཆུས།  | nag gser rnyed chus | 色尼区  | Sèní qū       |
| 2                | Xian de Lhari     | ལྷ་རི་རྫོང་     | lha ri rdzong       | 嘉黎县  | Jiālí xiàn    |
| 3                | Xian de Biru      | འབྲི་རུ་རྫོང་    | 'bri ru rdzong      | 比如县  | Bǐrú xiàn     |
| 4                | Xian de Nyainrong | གཉན་རོང་རྫོང་  | gnyan rong rdzong   | 聂荣县  | Nièróng xiàn  |
| 5                | Xian d'Amdo       | ཨ་མདོ་རྫོང་    | a mdo rdzong        | 安多县  | Ānduō xiàn    |
| 6                | Xian de Xainza    | ཤན་རྩ་རྫོང་    | shan rtsa rdzong    | 申扎县  | Shēnzhā xiàn  |
| 7                | Xian de Sog       | སོག་རྫོང་      | sog rdzong          | 索县    | Suǒ xiàn      |
| 8                | Xian de Baingoin  | དཔལ་མགོན་རྫོང་ | dpal mgon rdzong    | 班戈县  | Bāngē xiàn    |
| 9                | Xian de Baqên     | སྦྲ་ཆེན་རྫོང་    | sbra chen rdzong    | 巴青县  | Bāqīng xiàn   |
| 10               | Xian de Nyima     | ཉི་མ་རྫོང་     | nyi ma rdzong       | 尼玛县  | Nímǎ xiàn     |
| 11               | xian de Shuanghu  | མཚོ་གཉིས་རྫོང་  | mtsho gnyis rdzong  | 双湖县  | Shuānghú xiàn |

## Personnalités
- Tsewang Norbu